# Архиепархия Хобарта
 Архиепархия Хобарта  (лат. Archidioecesis Hobartensis) — архиепархия Римско-Католической церкви с центром в городе Хобарт, Тасмания, Австралия. Юрисдикция архиепархии Хобарта распространяется на весь остров Тасмания. Архиепархия Хобарта подчиняется непосредственно Святому Престолу. Кафедральным собором архиепархии Хобарта является собор Пресвятой Девы Марии.

## История
5 апреля 1842 года Римский папа Григорий XVI выпустил бреве Ex debito, которым учредил епархию Хобарта, выделив её из апостольского викариата Новой Голландии и Тасмании (сегодня — Архиепархия Сиднея).
22 апреля 1842 года епархия Хобарта вошла в митрополию Сиднея. 3 августа 1874 года епархия Хобарта стала суффраганной епархий митрополии Мельбурна.
3 августа 1888 года епархия Хобарта была возведена в ранг архиепархии с непосредственным подчинением Святому Престолу.

## Ординарии архиепархии
- епископ Роберт Уильям Уилсон[англ.] (Wilson) (22.04.1842 — 16.02.1866);
- архиепископ Даниэль Мёрфи (8.03.1866 — 29.12.1907);
- архиепископ Патрик Делейни (29.12.1907 — 7.05.1926);
- архиепископ Уильям Барри (8.05.1926 — 13.06.1929);
- архиепископ Уильям Хейден (11.02.1930 — 2.10.1936);
- архиепископ Джастин Дэниел Симондс[англ.] (18.02.1937 — 6.09.1942) — назначен вспомогательным епископом архиепархии Мельбурна;
- архиепископ Эрнест Виктор Твиди (17.12.1942 — 20.09.1955);
- архиепископ Гилфорд Клайд Янг[англ.] (20.09.1955 — 16.03.1988);
- архиепископ Джозеф Эрик Д’Арси[англ.] (24.10.1988 — 26.07.1999);
- архиепископ Эдриан Лео Дойл[англ.] (26.07.1999 — 19.07.2013, в отставке);
- архиепископ Джулиан Чарльз Портеоус[англ.] (19.07.2013 — 20.06.2025);
- архиепископ Энтони Джон Айленд[англ.] (20.06.2025 — по настоящее время).

## Источник
- Annuario Pontificio, Libreria Editrice Vaticana, Città del Vaticano, 2003, ISBN 88-209-7422-3
- Бреве Ex debito/ Raffaele de Martinis, Iuris pontificii de propaganda fide. Pars prima, V, Romae 1893, стр. 293  (лат.)